# Гідрогеологія Демократичної Республіки Конго
Гідрогеологія Демократичної Республіки Конго.
З точки зору гідрогеології на тер. країни розрізняють синеклізу Конго та масиви і складчасті зони, які її обрамляють.
Водоносність теригенних відкладів осадового чохла синеклізи Конго нерівномірна внас-лідок строкатості їх літологічного складу.
Дебіти джерел коливаються від часток літра до 5-6 л/с, свердловин — 10-12 л/с. Мінералізація води не перевищує 0,5 г/л, склад HCO3- — Ca2+.
Води четвертинних відкладів часто містять велику кількість органічних сполук і непридатні для пиття без попередньої очистки. Метаморфічні та магматичні породи обрамування синеклізи Конго обводнені спорадично в зоні екзогенної тріщинуватості.
Головні водоносні горизонти пов'язані з сланцево-вапняковими та сланцево-пісковиковою зоною протерозою. Дебіти джерел та свердловин досягають 15-20 л/с, води прісні, склад HCO3- — Ca2+ — Na+, іноді з підвищеним вмістом SO42-.
Ресурси підземних вод зони активного водообміну — 500 км3. Є запаси термальних підземних вод — азотні лужні терми на сході, азотно-метанові та метанові води в глибоких горизонтах синеклізи Конго.